# World Poker Tour (2.ª temporada)
A segunda temporada da World Poker Tour (WPT) foi disputada entre os anos de 2003 e 2004 com treze eventos.

## Resultados

### Grand Prix de Paris
- Cassino: Aviation Club de France, Paris [1]
- Buy-in: €10,000
- Duração do evento: 10 a 13 de julho de 2003
- Número de participantes: 96
- Premiação total: €894,400 (US$1,028,826)
- Número de premiados: 9

| Mesa final | Mesa final            | Mesa final          |
| Pos.       | Nome                  | Prêmio              |
| ---------- | --------------------- | ------------------- |
| 1º         | David Benyamine       | €357,200 ($410,886) |
| 2º         | Jan Boubli            | €178,000 ($205,443) |
| 3º         | George Paravoliasakis | €134,000 ($154,140) |
| 4º         | Jamie Posner          | €80,500 ($92,599)   |
| 5º         | Erick Lindgren        | €53,600 ($61,656)   |
| 6º         | Lee Salem             | €35,700 ($41,066)   |

### Legends of Poker
- Cassino: Bicycle Cassino, Los Angeles [1]
- Buy-in: $5,000
- Duração do evento: 1 a 3 de setembro de 2003
- Número de participantes: 309
- Premiação total: $1,545,000
- Número de premiados: 27
- Mão vencedora: 9-7

| Mesa final | Mesa final     | Mesa final |
| Pos.       | Nome           | Prêmio     |
| ---------- | -------------- | ---------- |
| 1º         | Mel Judah      | $579,375   |
| 2º         | Paul Phillips  | $293,550   |
| 3º         | T.J. Cloutier  | $146,775   |
| 4º         | Chip Jett      | $100,425   |
| 5º         | Farzad Bonyadi | $69,525    |
| 6º         | Phil Laak      | $54,075    |

### Borgata Poker Open
- Cassino: Borgata, Atlantic City [1]
- Buy-in: $5,000
- Duração do evento: 20 a 22 de setembro de 2003
- Número de participantes: 235
- Premiação total: $1,175,000
- Número de premiados: 18

| Mesa final | Mesa final       | Mesa final |
| Pos.       | Nome             | Prêmio     |
| ---------- | ---------------- | ---------- |
| 1º         | Noli Francisco   | $470,000   |
| 2º         | Charlie Shoten   | $235,000   |
| 3º         | David Oppenheim  | $117,500   |
| 4º         | Carlos Mortensen | $70,500    |
| 5º         | Mickey Seagle    | $52,875    |
| 6º         | Randy Burger     | $41,125    |

### Ultimate Poker Classic
- Cassino: Radisson Aruba Resort & Cassino, Palm Beach, Aruba [1]
- Buy-in: $4,000
- Duração do evento: 18 de outubro de 2003
- Número de participantes: 436
- Premiação total: $1,697,460
- Número de premiados: 20

| Mesa final | Mesa final     | Mesa final |
| Pos.       | Nome           | Prêmio     |
| ---------- | -------------- | ---------- |
| 1º         | Erick Lindgren | $500,000   |
| 2º         | Daniel Larsson | $300,745   |
| 3º         | Anthony Fagan  | $194,230   |
| 4º         | Barry Shulman  | $112,780   |
| 5º         | Ted Harrington | $68,920    |
| 6º         | Rick Casper    | $43,860    |

### World Poker Finals
- Cassino: Foxwoods Cassino Resort, Mashantucket [1]
- Buy-in: $10,000
- Duração do evento: 14 a 17 de novembro de 2003
- Número de participantes: 313
- Premiação total: $3,155,000
- Número de premiados: 27

| Mesa final | Mesa final              | Mesa final |
| Pos.       | Nome                    | Prêmio     |
| ---------- | ----------------------- | ---------- |
| 1º         | Hoyt Corkins            | $1,089,200 |
| 2º         | Mohamed Ibrahim         | $563,400   |
| 3º         | Phil Hellmuth           | $281,700   |
| 4º         | Chris Ackerman          | $226,925   |
| 5º         | Vellaisamy Senthilkumar | $164,325   |
| 6º         | Brian Haveson           | $117,375   |

### Five Diamond World Poker Classic
- Cassino: Bellagio, Las Vegas [1]
- Buy-in: $10,000
- Duração do evento: 15 a 18 de dezembro de 2003
- Número de participantes: 314
- Premiação total: $3,044,750
- Número de premiados: 36

| Mesa final | Mesa final    | Mesa final |
| Pos.       | Nome          | Prêmio     |
| ---------- | ------------- | ---------- |
| 1º         | Paul Phillips | $1,101,908 |
| 2º         | Dewey Tomko   | $552,853   |
| 3º         | Gus Hansen    | $276,426   |
| 4º         | Abe Mosseri   | $174,585   |
| 5º         | Tino Lechich  | $130,940   |
| 6º         | Mel Judah     | $101,842   |

### PokerStars Caribbean Poker Adventure
- Buy-in: $7,500 [1]
- Duração do evento: 25 de janeiro de 2004
- Número de participantes: 221
- Premiação total: $1,657,501
- Número de premiados: 27

| Mesa final | Mesa final        | Mesa final |
| Pos.       | Nome              | Prêmio     |
| ---------- | ----------------- | ---------- |
| 1º         | Gus Hansen        | $455,780   |
| 2º         | Hoyt Corkins      | $290,065   |
| 3º         | Daniel Negreanu   | $192,270   |
| 4º         | Michael Benedetto | $132,600   |
| 5º         | John D'Agostino   | $99,450    |
| 6º         | Remco Schrijvers  | $74,590    |

### World Poker Open
- Cassino: Horseshoe Cassino & Hotel, Tunica [1]
- Buy-in: $10,000
- Duração do evento: 26 a 29 de janeiro de 2004
- Número de participantes: 367
- Premiação total: $3,455,050
- Número de premiados: 27

| Mesa final | Mesa final       | Mesa final |
| Pos.       | Nome             | Prêmio     |
| ---------- | ---------------- | ---------- |
| 1º         | Barry Greenstein | $1,278,370 |
| 2º         | Randy Jensen     | $656,460   |
| 3º         | James Tippin     | $328,230   |
| 4º         | Chip Reese       | $207,304   |
| 5º         | Can Kim Hua      | $155,477   |
| 6º         | Tony Hartmann    | $120,927   |

### L.A. Poker Classic
- Cassino: Commerce Cassino, Los Angeles [1]
- Buy-in: $10,000
- Duração do evento: 21 a 24 de fevereiro de 2004
- Número de participantes: 382
- Premiação total: $3,781,500
- Número de premiados: 27
- Mão vencedora: A-A

| Mesa final | Mesa final         | Mesa final |
| Pos.       | Nome               | Prêmio     |
| ---------- | ------------------ | ---------- |
| 1º         | Antonio Esfandiari | $1,399,135 |
| 2º         | Vinnie Vinh        | $718,485   |
| 3º         | Mike Keohan        | $359,245   |
| 4º         | Bill Gazes         | $226,890   |
| 5º         | Adam Schoenfeld    | $170,170   |
| 6º         | David Benyamine    | $132,355   |

### Bay 101 Shooting Star
- Cassino: Bay 101, San José [1]
- Buy-in: $5,000
- Duração do evento: 3 a 5 de março de 2004
- Número de participantes: 243
- Premiação total: $1,125,000
- Número de premiados: 27

| Mesa final | Mesa final       | Mesa final |
| Pos.       | Nome             | Prêmio     |
| ---------- | ---------------- | ---------- |
| 1º         | Phil Gordon      | $360,000   |
| 2º         | Chris Moneymaker | $200,000   |
| 3º         | Masoud Shojaei   | $103,300   |
| 4º         | Scott Wilson     | $79,800    |
| 5º         | Susan Kim        | $68,400    |
| 6º         | Mark Mache       | $57,000    |

### PartyPoker Million
- Buy-in: $7,000 (Limit Hold'em) [1]
- Duração do evento: 13 a 18 de março de 2004
- Número de participantes: 546
- Premiação total: $3,822,000
- Número de premiados: 90

| Mesa final | Mesa final        | Mesa final |
| Pos.       | Nome              | Prêmio     |
| ---------- | ----------------- | ---------- |
| 1º         | Erick Lindgren    | $1,000,000 |
| 2º         | Daniel Negreanu   | $675,178   |
| 3º         | Chris Hinchcliffe | $441,463   |
| 4º         | Steve Zolotow     | $259,684   |
| 5º         | Barry Greenstein  | $194,763   |
| 6º         | Scotty Nguyen     | $129,842   |

### World Poker Challenge
- Cassino: Reno Hilton, Reno [1]
- Buy-in: $5,000
- Duração do evento: 30 de março a 1 de abril de 2004
- Número de participantes: 342
- Premiação total: $1,658,700
- Número de premiados: 27

| Mesa final | Mesa final   | Mesa final |
| Pos.       | Nome         | Prêmio     |
| ---------- | ------------ | ---------- |
| 1º         | Mike Kinney  | $629,469   |
| 2º         | Paul Clark   | $310,403   |
| 3º         | Harry Knopp  | $155,202   |
| 4º         | Peter Muller | $98,022    |
| 5º         | Tony Bloom   | $73,517    |
| 6º         | Young Phan   | $57,180    |

### WPT Championship
- Cassino: Bellagio, Las Vegas [1]
- Buy-in: $25,000
- Duração do evento: 19 a 23 de abril de 2004
- Número de participantes: 343
- Premiação total: $8,342,000
- Número de premiados: 50

| Mesa final | Mesa final        | Mesa final |
| Pos.       | Nome              | Prêmio     |
| ---------- | ----------------- | ---------- |
| 1º         | Martin De Knijff  | $2,728,356 |
| 2º         | Hasan Habib       | $1,372,223 |
| 3º         | Matt Matros       | $706,903   |
| 4º         | Richard Grijalva  | $457,408   |
| 5º         | Russell Rosenblum | $332,660   |
| 6º         | Steve Brecher     | $232,862   |